# High and Handsome
High and Handsome è un film muto del 1925 diretto da Harry Garson. La sceneggiatura di Rex Taylor si basa su un soggetto per il cinema firmato da Gerald Beaumont. Prodotto dalla Robertson-Cole Pictures Corporation, il film aveva come interpreti Maurice 'Lefty' Flynn, un giocatore di football, Ethel Shannon, Tom Kennedy, Ralph McCullough.

## Trama
Burke, un organizzatore di incontri di pugilato, non si cura degli avvertimenti di Joe Hanrahan, un poliziotto che lo avvisa di mettere in sicurezza la traballante balconata dello stadio. Joe, che è innamorato di Marie Ducette, viene sospeso dalle forze di polizia perché si è battuto pubblicamente con Bat Kennedy, il suo rivale. Burke, allora, organizza un incontro tra i due. Ma la galleria crolla, provocando tra il pubblico diversi feriti. Joe, che ha messo al tappeto l'avversario, arresta Burke. La polizia lo reintegra nei suoi ranghi e Marie accetta di sposarlo.

## Produzione
Il film fu prodotto dalla Robertson-Cole Pictures Corporation.

## Distribuzione
Il copyright del film, richiesto dalla R-C Pictures Corp., fu registrato il 21 giugno 1925 con il numero LP21775. Nello stesso giorno, distribuito dalla Film Booking Offices of America, uscì nelle sale statunitensi. La Pathé Frères lo distribuì nel Regno Unito, presentandolo a Londra il 10 maggio 1926 con il titolo Winning His Stripes e facendolo uscire nelle sale il 27 settembre 1926. In Portogallo, uscì il 28 gennaio 1929 come Polícia Boxeur; in Brasile prese il titolo Alto e Elegante.
Non si conoscono copie ancora esistenti della pellicola che viene considerata presumibilmente perduta.